# دی‌آر میوزیک
دی‌آر میوزیک (انگلیسی: DR Music؛ قبلاً با عنوان دی‌آر انترتینمنت شناخته می‌شد) یک شرکت خصوصی فعال در صنعت موسیقی در کره جنوبی است که در سال ۱۹۸۹ توسط یون دونگ ریونگ تأسیس شد. این شرکت هم‌اکنون گروه دخترانه بلک‌سوان و گروه مختلط کی-تایگرز زیرو را مدیریت می‌کند.

## هنرمندان

### گروه‌ها
- بلک‌سوان
- کی-تایگرز زیرو[۱]

### انفرادی‌ها
- فاتو
- ان‌وی

## هنرمندان پیشین
- رانیا / بی‌پی رانیا / بلک‌سوان
  - جوی (۲۰۱۱–۲۰۱۲)
  - ریکو (۲۰۱۱–۲۰۱۴)
  - جویی (۲۰۱۱–۲۰۱۵)
  - دی (۲۰۱۱–۲۰۱۶)
  - تی-ئه (۲۰۱۱–۲۰۱۶)
  - شیا (۲۰۱۱–۲۰۱۶)
  - یی‌نا (۲۰۱۱–۲۰۱۴؛ ۲۰۱۶–۲۰۱۷)
  - الکساندرا (۲۰۱۵–۲۰۱۷)
  - یومین (۲۰۱۶–۲۰۱۸)
  - تابو (۲۰۱۶–۲۰۱۸)
  - زی. یو (۲۰۱۵–۲۰۱۹)
  - جی‌اون (۲۰۱۶–۲۰۱۹)
  - نام‌فون (۲۰۱۸–۲۰۲۰)
  - سونگ‌هیون (۲۰۱۹–۲۰۲۰)
  - هه‌می (۲۰۱۵–۲۰۲۰)
  - یونگ‌هون (۲۰۱۹–۲۰۲۲)
  - جودی (۲۰۲۰–۲۰۲۲)